# Sultanato del Carnatic
Il Sultanato del Carnatic (talvolta indicato anche come sultanato di Arcot o principato del Carnatic, principato di Arcot o sultanato del Karnataka) fu uno stato principesco del subcontinente indiano, avente per capitale la città di Arcot.

## Geografia
Il Carnatic si trovava nell'odierna provincia dove si trova Madras, e si estendeva dal fiume Krishna al fiume Kaveri, circondato ad ovest dal regno di Mysore e dallo stato di Dindigul. A nord si trovava il Carnatic moghu, a sud il Carnatic maratha con le fortezze di Gingee e Ranjankudi.

## Storia

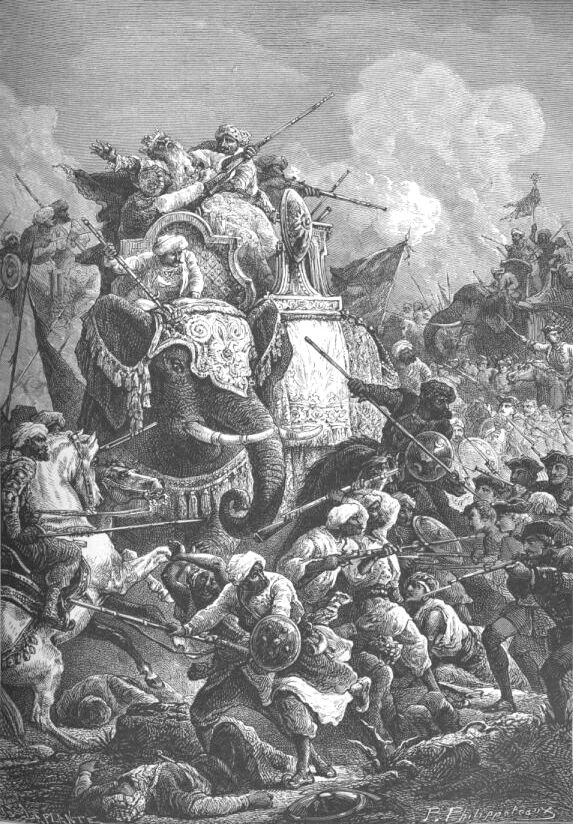
La morte del nawab del Carnatic, Anwaruddin Muhammed Khan, nel corso di uno scontro con i francesi nel 1749, incisione di Paul Philipoteaux

Col declino dell'impero Vijayanagara nel 1646, i viceré indù della dinastia Nayak si stabilirono a Madurai, Tanjore e Kanchi, e si resero indipendenti divenendo tributari dei re di Golconda e Bijapur, i quali si suddivisero la regione del Carnatic tra loro. L'imperatore moghul Aurangzeb nel 1692 nominò Zulfikhar Ali Khan quale primo subahdar del Carnatic con sede ad Arcot come ricompensa per la sua vittoria sui maratha guidati da Rajaram Chhatrapati. Il sultanato del Carnatic controllava un territorio molto vasto a sud del fiume Krishna. Il nawab Saadatullah Khan I (1710–1732) spostò la sua corte da Gingee a Arcot. Il suo successore, Dost Ali (1732–1740), conquistò ed annetté al suo stato la città di Madurai nel 1736.
Nel 1740, le forze maratha discesero su Arcot, attaccando le forze di Dost Ali Khan al passo di Damalcherry. Nella guerra che ne seguì, Dost Ali, uno dei figli di Hasan Ali, morì sul campo. Da Damalcherry i marahta procedettero quindi in direzione di Arcot, la quale si arrese senza opporre troppa resistenza. Chanda Sahib e suo figlio vennero arrestati ed inviati in esilio a Nagpur. I nawab del Carnatic appartenevano alla dinastia Rowther.
Muhammad Ali Khan Wallajah (1749–1795) divenne sovrano nel 1765.

La crescente influenza di inglesi e francesi e le loro guerre coloniali furono fattori che ebbero una grande importanza nella storia del Carnatic. Wallajah supportò gli inglesi contro i francesi e Hyder Ali, trovandosi molto in debito per questo. Pertanto dovette consegnare gran parte del suo territorio alla Compagnia britannica delle Indie orientali. Paul Benfield, uomo d'affari inglese, fece un prestito molto consistente al nawab del Carnatic con lo scopo di permettergli, con l'aiuto degli inglesi, di invadere e conquistare lo stato maratha di Tanjore.
Il tredicesimo nawab, Ghulam Muhammad Ghouse Khan (1825–1855), morì senza eredi e gli inglesi annetterono il sultanato del Carnatic per la dottrina della decadenza. Lo zio di Ghouse Khan, Azim Jah, fu creato principe di Arcot nel 1867 dalla regina Vittoria come titolo onorifico, che gli concesse una pensione in perpetuo e l'esenzione dalle tasse, ma non il ripristino dello stato.

### Governanti

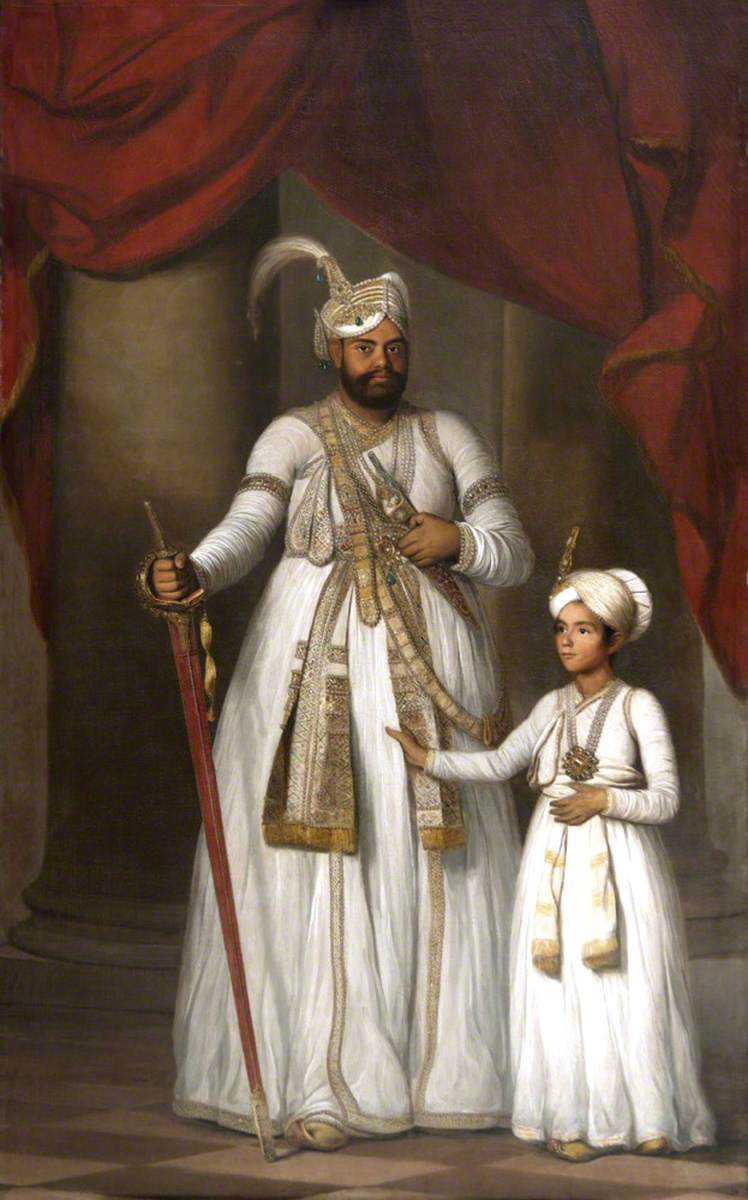
Il nawab Azim-ud-Daula del Carnatic (a sinistra), firmò il trattato del Carnatic cedendo i diritti di riscossione delle sue imposte agli inglesi.

I sovrani del sultanato di Carnatic portavano il titolo di nawab.

#### Nawab

##### Sotto la sovranità moghul
- 1692-1703, Zulfiqar Khan Nusrat Jung, figlio di Asad Khan
- 1703-1710, Daud Khan Panni

##### Stato indipendente
- 1710-1732, Sa'adatullah Khan I, non ebbe figli e adottò suo nipote Dost Ali Khan quale suo successore
- 1732-1740, Dost Ali Khan, nipote di Sa'adatullah Khan I
- 1740-1742, Safdar Ali Khan, figlio del precedente
- novembre-dicembre 1742, Nawab Muruza Ali Khan, cugino e cognato di Safdar Ali Khan
- 1742-1744, Sa'adatullah Khan II, figlio di Safdar Ali Khan; assassinato
- 1744-1749, Anwaruddin Khan, già subedar di Thatta dal 1721-1733
- 1749-1752, Chanda Shahib, genero di Dost Ali Khan
- 1752-1795, Muhammad Ali Khan Wala-Jah, figlio di Anwaruddin Khan
- 1795-1801, Umdat ul-Umara, figlio del precedente
- 1801-1819, Azim-ud-Daula, nipote di Umdat ul-Umara
- 1819-1821, Azam Jah, figlio del precedente
- 1821-1855, Ghulam Muhammad Ghouse, figlio del precedente

### Principi di Arcot
Nel 1867 la regina Vittoria concesse a Azim Jah, zio dell'ultimo sovrano del Carnatic, il titolo onorifico di principe di Arcot, pur non ripristinando lo stato precedente.
- 1867-1874, Azim Jah, figlio minore di Azim-ud-Daula
- 1874-1879, Zahir-ud-Daula Bahadur, figlio del precedente
- 1879-1889, Intizam-ul-Mulk Muazzal ud-Daula Bahadur, fratello del precedente
- 1889-1903, Muhammad Munawar Khan Bahadur, nipote di Intizam-ul-Mulk
- 1903-1952, Ghulam Muhammad Ali Khan Bahadur, figlio del precedente
- 1952-1969, Ghulam Mohiuddin Khan Bahadur, fratello del precedente
- 1969-1993, Ghulam Mohammed Abdul Khader, figlio del precedente
- 1993-in carica, Muhammed Abdul Ali, figlio del precedente